# فسفودنوسین-۵-فسفوسولفات-۳
فسفودنوسین-'۵-فسفوسولفات-'۳ (به انگلیسی: 3'-Phosphoadenosine-5'-phosphosulfate) با فرمول شیمیایی C۱۰H۱۵N۵O۱۳P۲S یک ترکیب شیمیایی با شناسه پاب‌کم ۱۰۲۱۴ است. که جرم مولی آن ۵۰۷٫۲۶۶ g/mol می‌باشد. 